# Енисейские кыргызы
Енисейские кыргы́зы — принятое в историографии обозначение древнего и средневекового кочевого тюркского населения бассейна Енисея и Саяно-Алтая. Кыргызы Енисея — исторический народ Центральной Азии, гегемон Кыргызского каганата. Один из крупнейших средневековых тюркских этносов, сыгравших значительную роль в этнополитической истории народов Центральной Азии в средневековье. Енисейские кыргызы были носителями чаатаской, тюхтятской и аскизской культур.

## История

### Енисейские кыргызы в древний период
Енисейские кыргызы являлись носителями археологической культуры Чаатас. Существуют предположения о возможной связи таштыкской культуры и динлинов с этногенезом енисейских кыргызов.
Первым упоминаниям об енисейских кыргызах считается запись в «Исторических записках» Сыма Цяня в связи с подчинением их хунну (201 год до н. э.) — китайцы говорили о владении Кыргызэкунь или Цзянькунь 堅昆 или Цзюйу 居勿 или Цзегу 結骨), население которого считали смешанным с динлинами. В 2019 г. китайским учёным Ю Тайшаном была предложена новая датировка первого упоминания этнонима «кыргыз». Учёный предположил, что этноним впервые упоминается в эпоху Чжоу (ок. 1045—771 гг. до н. э.) как владение «Цзюаньхан» (кит. трад. 鄄韓, пиньинь kiwən-hean, Juanhan). По китайской легенде, правили енисейскими кыргызами потомки хуннского чжуки-князя, китайского полководца Ли Лина (李陵).
Китайские источники периода Тан описывают енисейских кыргызов как рослых, с рыжими волосами, белым лицом и зелёными или голубыми глазами. Похожее описание даётся в тибетских и арабо-персидских источниках. Однако не все енисейские кыргызы были светловолосыми и светлоглазыми. Китайские источники этого же периода говорят о наличии в меньшей степени темноволосых и темноглазых. По этому поводу интересно высказался американский тюрколог Майкл Дромпп:
В связи с внешностью енисейских кыргызов, определённое число исследователей было склонно видеть в ранних кыргызах нетюркский, или, по крайней мере, этнически смешанный народ со значительным нетюркским компонентом. Многие учёные поддержали эту идею, после обнаружения слов, которые они посчитали нетюркскими (особенно самодийскими), среди кыргызских слов, сохранённых в китайских источниках. Однако следует отметить, что связь между языком и расой в значительной степени неубедительна. Физическая внешность кыргызов не может считаться показателем того, что они не были тюрками, ровно как и лексический облик немногих возможно не тюркских слов, чьё присутствие может быть объяснено обычной практикой лингвистических заимствований. Кыргызские надписи Енисея (VIII век н.э. и позже) в действительности написаны на полностью тюркском языке, и китайские танские источники ясно говорят, что письменный и устный язык кыргызов в то время был идентичен таковому у тюркоязычных уйгуров. Большинство кыргызских слов, сохранённых в китайских источниках, в действительности тюркские. Нет причин предполагать нетюркское происхождение кыргызов.
Существует мнение, согласно которому динлины и древние кыргызы имели тесные этнические связи с монголами. По мнению Н. Я. Бичурина, древние кыргызы имели смешанное тюрко-монгольское происхождение: «На южных пределах Енисейской губернии, где находилась столица хягасов, и ныне коренные жители суть тюркомонголы». «Хягас по первоначальному своему составу должно быть государство Монголо-тюркское и состоит из двух народов: тюрков и монголов». На данную территорию переселилась часть монгольских племён, перемешавшихся с местным населением. Данное утверждение вступает в конфликт с рядом противоречий, таких как: упоминания о европеоидной внешности енисейских кыргызов, тюркский язык орхоно-енисейских надписей (с отдельными монгольскими лексическими элементами) и генетическая принадлежность енисейских кыргызов к гаплогруппе R1a, нехарактерной монгольским племенам.
В состав енисейских кыргызов кроме тюркоязычных и монголоязычных групп влились индо-иранские, угорские, самодийские и кетские элементы.

### Енисейские кыргызы в средние века

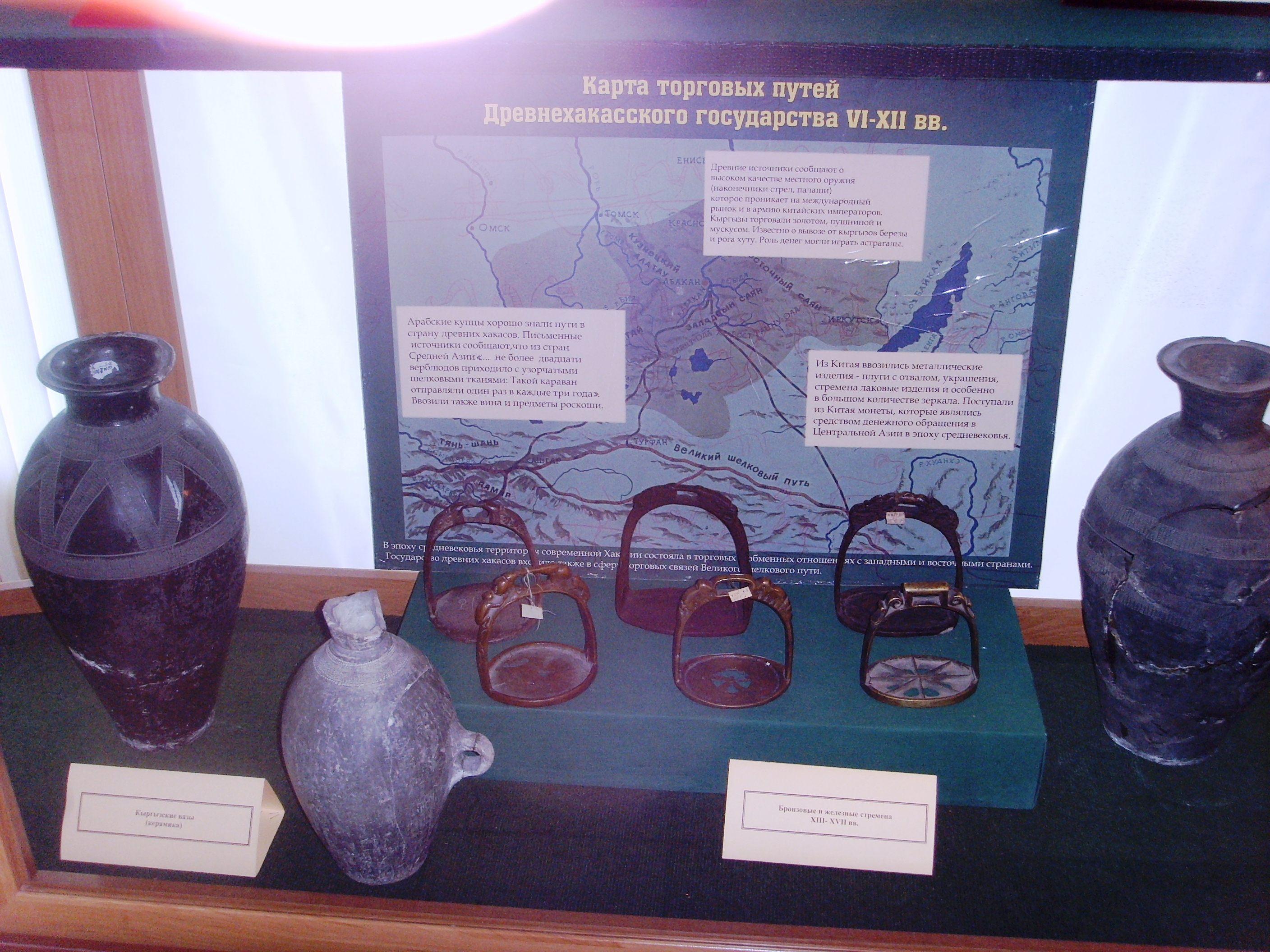
Предметы культуры енисейских кыргызов (на представленной на снимке экспозиции они названы «древними хакасами»)

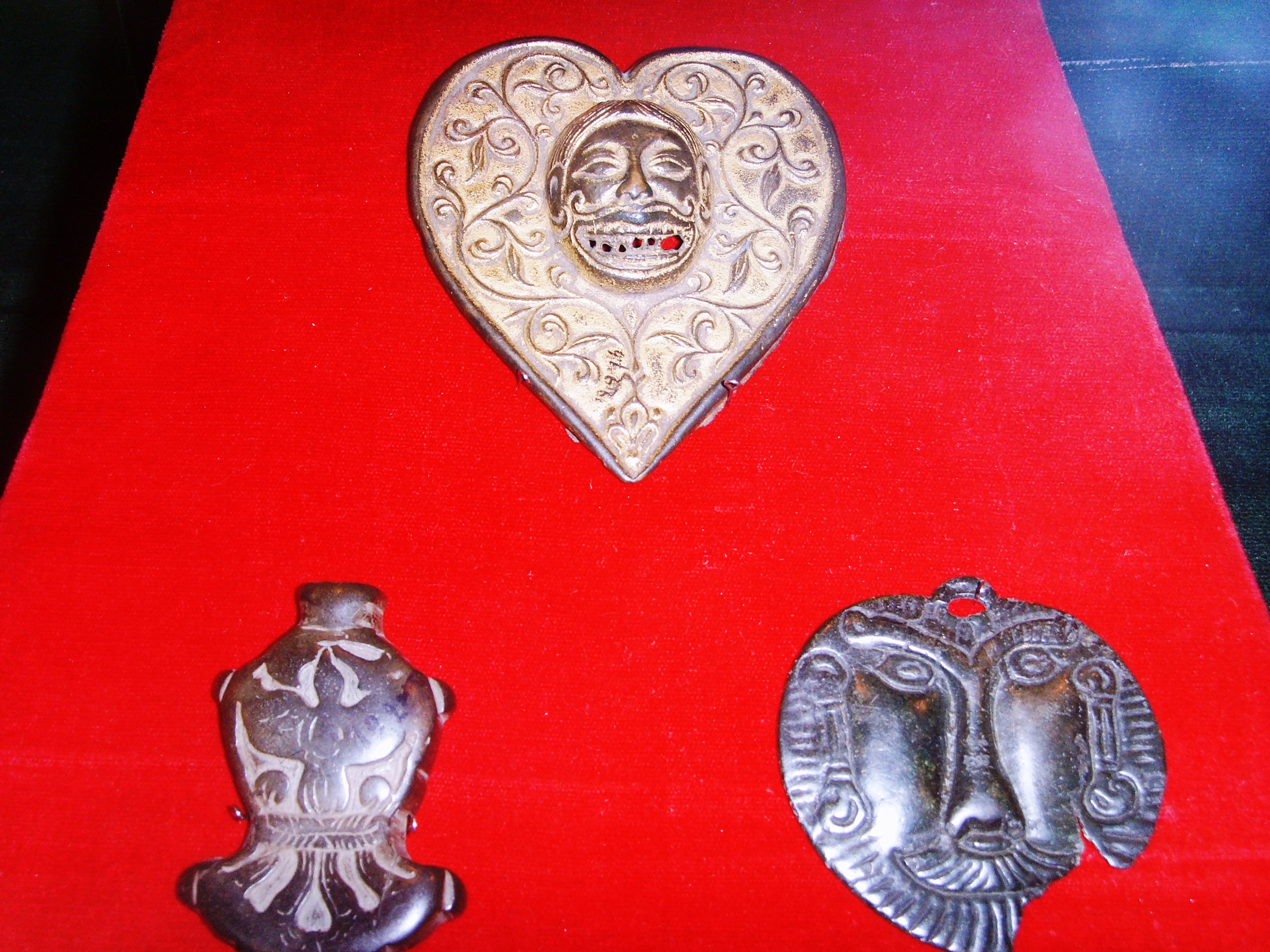
Торевтика енисейских кыргызов

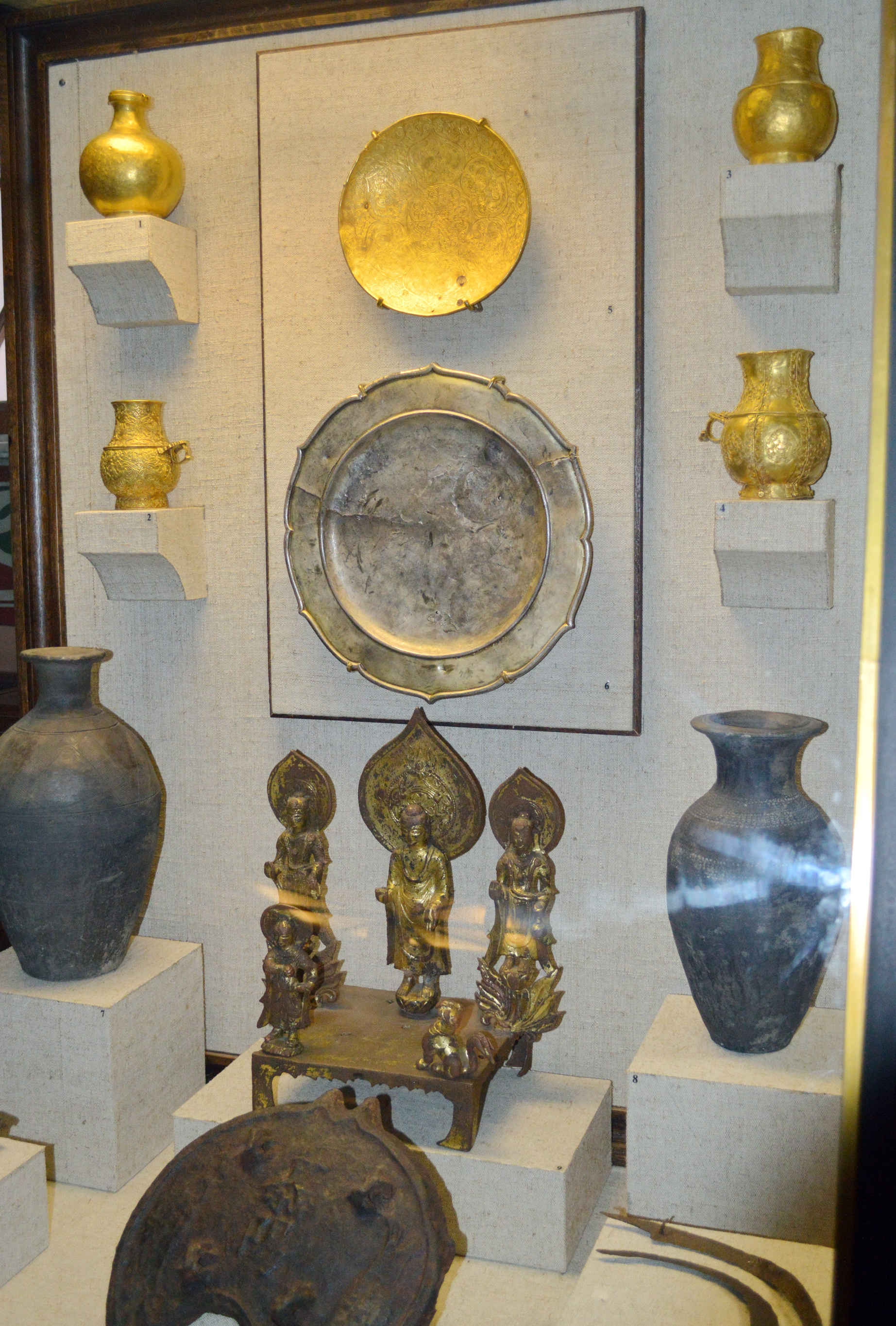
Вещи древних кыргызов

В V—VIII веках енисейские кыргызы были подчинены жужаням, Тюркскому каганату, Уйгурскому каганату. При уйгурах енисейских кыргызов было довольно много: больше 100 тыс. семейств и 80 тыс. воинов. От земель енисейских кыргызов до ставки уйгурского кагана было 3000 ли или 40 дней пути на верблюдах.

### Разгром уйгуров и расцвет енисейских кыргызов
В первой половине VII века енисейские кыргызы попали в зависимость от сюеяньто, и уйгуры поставили к ним наместника (кит. 頡利發) для надзора. Впрочем, сохранилась власть царя и его трёх советников: цисибэя (кит. 訖悉輩), цзюшабобэя (кит. 居沙波輩), амибэя (кит. 阿米輩).
В 648 году сюеяньто были разгромлены империей Тан, и многие уйгуры вступили в танское подданство. Енисейские кыргызы решили отправить послов к императору. Ко двору приехал старейшина Сылифа Шибоку Ачжань (кит. 俟利發失缽屈阿棧). На пиру он попросил императора сделать его своим вассалом. Император велел принять земли этого старейшины под названием губернаторства цзянькунь (кит. 堅昆府), старейшина получил военное звание цзо туньвэй да цзянцзюнь (кит. 左屯衛大將軍, ранг неясен), назначен главой округа (都督, дуду) и подчинён Яньжаньскому наместничеству (燕然都護).
С 650 по 683 годы отправили 2 посольства в Китай.
В 707—710 годах прислали подарки императору Тан Чжун-цзуну, и он упомянул, что выделяет енисейских кыргызов из своих вассалов из-за близости происхождения.
С 712 по 756 годы, при императоре династии Тан Сюань-цзуне, четыре раза присылали подарки.
В 758 году уйгуры Моян-чура завоевали енисейских кыргызов. По-видимому, енисейские кыргызы разделились на несколько княжеств. Были налажены связи с арабами-даши (от которых приходили караваны с узорчатыми тканями), Тибетской империей, а также с карлуками, которых использовали как проводников на караванных путях. Ажэ получил от тюрок титул пигадуньцзецзинь (кит. 毗伽頓頡斤, пига=бильге=мудрый).
В 840 году они разгромили Уйгурский каганат и образовали Кыргызский каганат, более 80 лет бывший главной силой в Центральной Азии. Примерно в 818 году Ажэ объявил себя каганом, свою мать (она была из тюргешей) — ханшей-вдовой (可敦), жену (она была дочерью тибетского генерала) — ханшей. Уйгуры отправили армию во главе с министром, но не смогли победить. Война продлилась 20 лет, и уйгуры не достигли успехов. Ажэ уверовал в скорую победу. У уйгур случилось междуцарствие, и старейшина Цзюйлу Мохэ (кит. 句錄莫賀) привёл армию енисейских кыргызов в столицу уйгуров — Хара-балгасун. Город был сожжён, посреди пепелища Ажэ поставил свою золотую палатку. В числе трофеев к нему попала Тайхэ (кит. 太和公主), китайская царевна и вдова четырёх каганов. Каган перенёс ставку в горы Лаошань и отправил китайскую царевну с эскортом в Тан, но по пути его атаковал уйгурский Уге-хан и забрал царевну. Каган отправил Чжуу Хэ Су (кит. 註吾合素) к императору, чтобы поведать о случившемся.
В 841 году к императору династии Тан У-цзуну прибыл посол енисейских кыргызов. Император очень радушно принял его, поставил его выше посла из государства Бохай (кит. 渤海). Распорядитель (кит. 卿) Чжао Фан (кит. 趙蕃) отправился к кагану с ответным визитом. Также император приказал министрам и чиновникам из «Ритуального приказа» (кит. 鴻臚寺) опросить послов и составить описание страны енисейских кыргызов. Министр Дэ Юй (德裕) предложил составить родословную Ажэ и написать его портрет.
Ажэ стал преследовать Уге-хана, укрывшегося у племени хэйчэзцы («чернотележников»), и попросил у Тан поддержки. Но империя к тому времени пребывала в упадке и держалась только по причине уничтожения уйгур и распада Тибета. Император приказал наградить Ажэ титулом Цзун Инсюнъу Чэнмин кэхань (кит. 宗英雄武誠明可汗), но в 846 году Тан У-цзун умер, не успев отправить послов, и новый император Тан Сюань-цзун не стал торопиться. На общем совете высших чинов решили, что титулы давали уйгурам, когда они были сильны, и если награждать и енисейских кыргызов, то они возгордятся и станут опасны. Император отозвал грамоту.
В 847 году енисейские кыргызы совершили крупный поход на Амур против бежавших туда уйгуров в количестве до 500 человек и укрывшего их племени шивэй, в походе принимало участие 70 тысяч всадников во главе с министром Або.
В 847 году каган умер. Император дал новому кагану титул Инъу Чэн Мин кэхань (英武誠明可汗).
В 860—874 годах енисейские кыргызы три раза присылали послов в Тан. После историки не вели записей.
Впоследствии каганат распался на несколько княжеств.

### Енисейские кыргызы при монголах
В 1206 году было создано монгольское государство во главе с Темучином получившим титул Чингисхан. На курултае всех монгольских князей было принято решение о покорении «лесных народов». Эту задачу Чингисхан доверил своему старшему сыну Джучи. В 1207 году Джучи и Субэдэй отправились в поход, где им удалось подчинить и покорить ойратов, урасутов, теленгутов, баргутов и куштеми (кыштымы кыргызов). Подступив к границе енисейских кыргызов Джучи и Субэдэй встретили тумен-кыргызов. Беки кыргызов решили добровольно подчиниться. Многие лесные племена, бывшие данниками кыргызов, таким образом тоже подчинялись Чингисхану. Джучи взял с собой всех беков, темников и тысячников покорённых им народов в том числе и кыргызских, а после двинулся обратно в ставку отца, для «изъявления знаков покорности» новому кагану.
Рашид ад-Дин писал:
«В году толай, являющемся годом зайца, соответствующем месяцам 603 г. [1206/1207], Чингиз-хан послал гонцами к этим двум государям Алтана и Букра и призвал [их] к подчинению. Те послали назад вместе с ними трех своих эмиров, коих звали: Урут-Утуджу, Элик-Тимур и Аткирак, с белым соколом, как выражение почтения от младшего старшему, и подчинились [ему]»
Кыргызы были обязаны поставлять воинов в монгольские войска.

### Восстания енисейских кыргызов
В 1217 году в Сибири восстали туматы, в этот момент главные силы монголов находились на территории империи Цзинь. Чингисхан приказал своему доверенному полководцу Борагул-нойону подавить восстание и установить контроль над территорией. Борагул-нойон потерпел поражение и погиб. Узнав об этом, Чингисхан немедленно отправил туда другого полководца по имени Дорбо Докшин-нойона. Прибыв на место Дорбо Докшин-нойон решил ударить в тыл противнику через горы. Он нанёс внезапный удар по противнику, когда туматы праздновали победу над Борагул-нойоном. После победы монголов, пленных туматов сделали рабами семьи Борагул-нойона.
В 1218 году восстали туматы и байлуки. Чингисхан приказал енисейским кыргызам подавить восстание их соседей. Енисейские кыргызы отказались и сами восстали. Во главе восстания кыргызов встал Курлун. Чингисхан понимая опасность стихийных восстаний на Саяно-Алтае, приказал своему старшему сыну Джучи немедленно идти на Саяно-Алтай для подавления местного населения. Джучи, который прошёл по льду рек, вторгся в Туву и покорил кыргызов, огнём и мечом установил порядок на Саяно-Алтае. Отношение к монголам стало ещё хуже. Число монгольских гарнизонов на Саяно-Алтае стало больше.
Восстание енисейских кыргызов были ещё в 1261, 1272, 1293 годах.

### Енисейские кыргызы в составе империи Юань

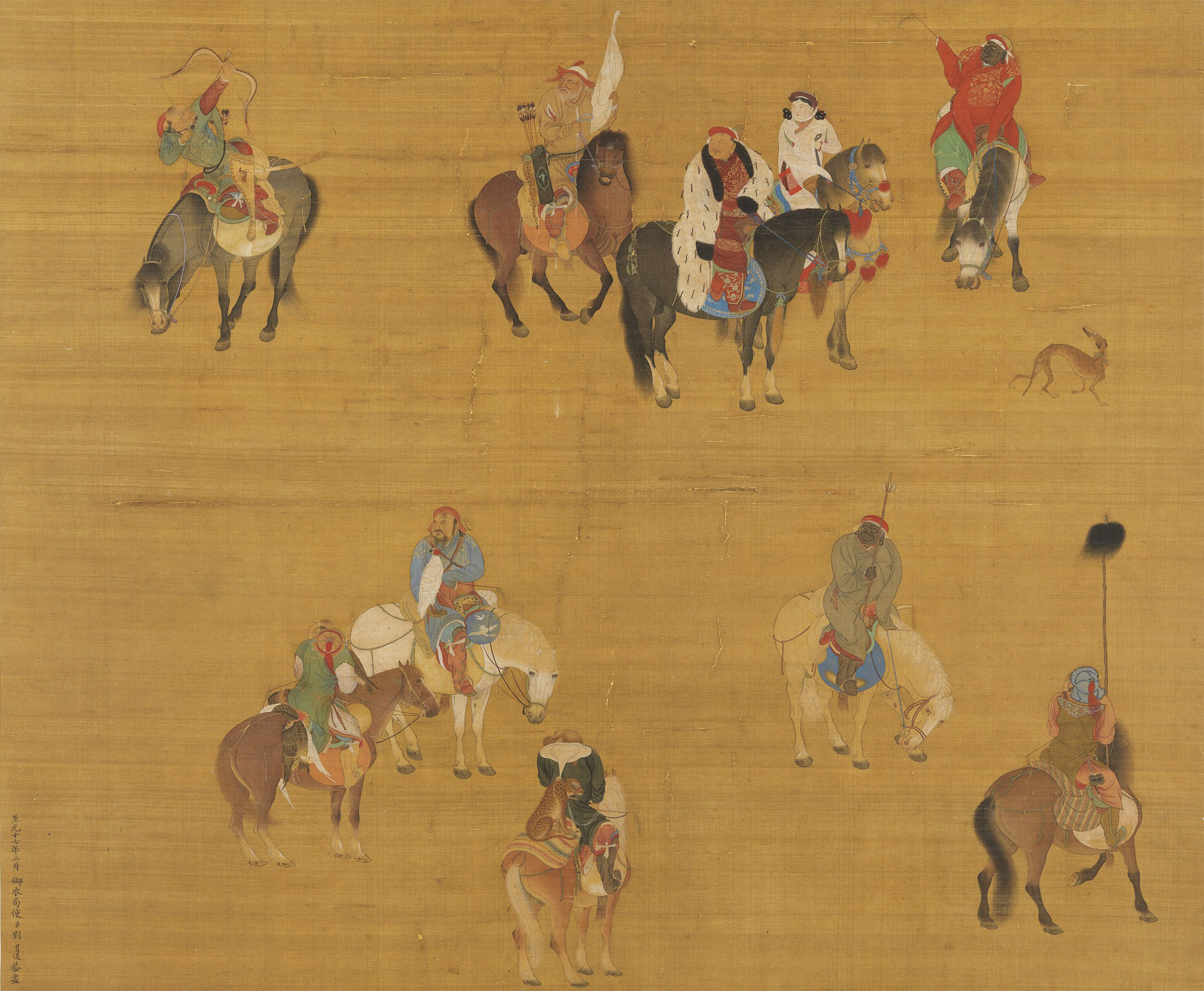
Охота Хубилай-хана (фрагмент). Картина, атрибутируемая Лю Гуаньдао (конец XIII века)

После смерти хана Мунке в 1260 году началась междоусобная война между братьями Ариг-Бугой и Хубилаем. После объявления Ариг-Буги ханом, Хубилай послал против него войско и Ариг-Буга потерпел поражение. Ариг-Буга отправился в область енисейских кыргызов на Саяно-Алтае, чтобы там собрать новое войско. После ряда поражений Ариг-Буга сдался и признал власть Хубилая, земли Саяно-Алтая и Монголии вошли в состав империи Юань.
В 1273 году енисейские кыргызы восстали против давления империи Юань и поддержали Хайду, который боролся за ханский престол в Монголии на Саяно-Алтае. В 1292 году империя Юань послала в сторону Саяно-Алтая армию с целью подавления восстания. Хайду тоже послал войско в сторону Саяно-Алтая, но потерпел поражение. Петров выдвигал гипотезу, что некоторая часть кыргызов могла присоединиться к Хайду и последовать за ним в его улус. Саяно-Алтай вошёл в состав империи Юань и был разделён на несколько административных частей. Енисейские кыргызы были расчленены на несколько групп. Часть осталась на прежних территориях Енисея и Алтая, а другие были отправлены в Монголию, Маньчжурию и Китай.

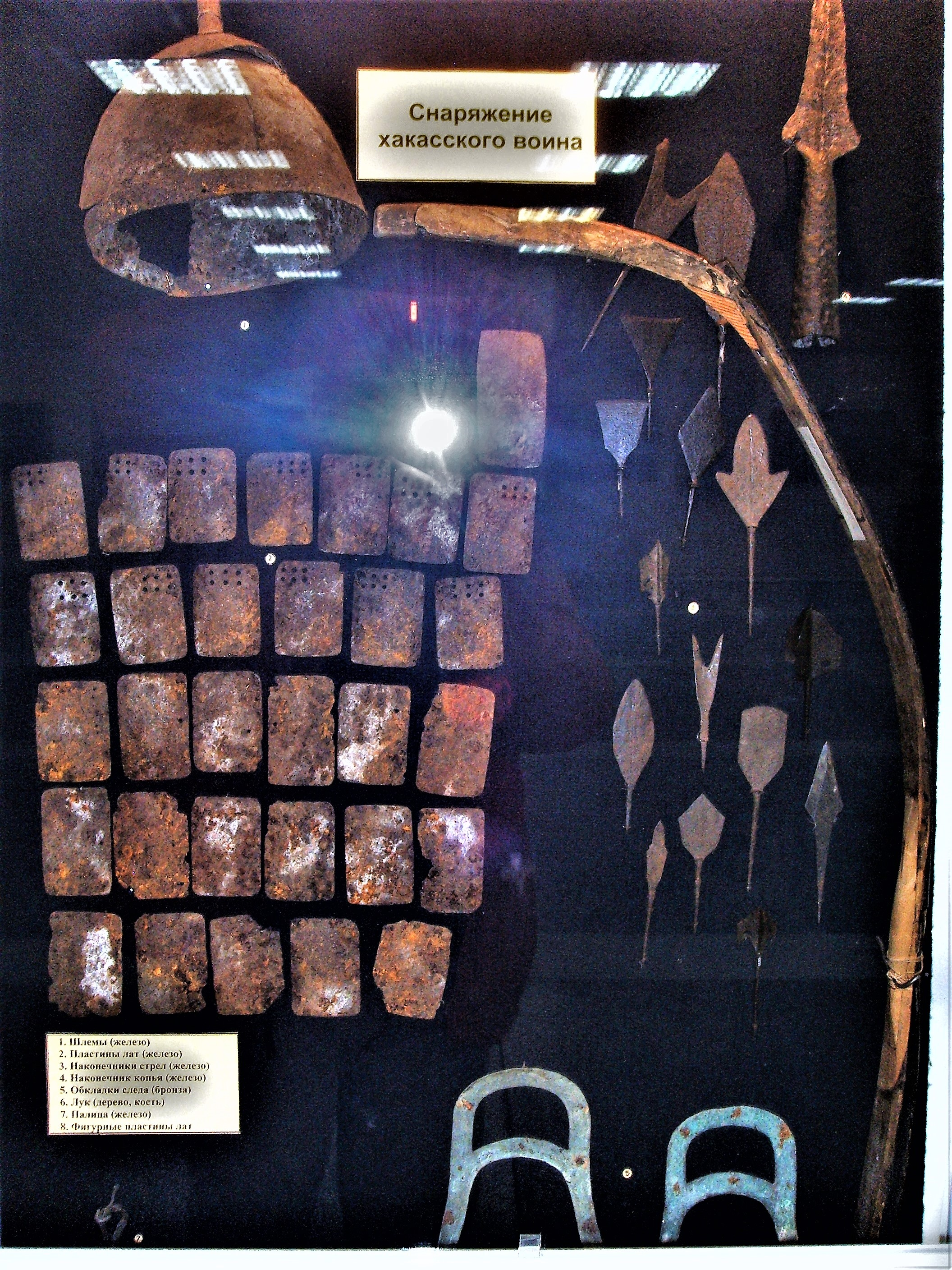
Доспехи воина енисейских кыргызов

### XVII—XVIII века
В начале XVII века, к приходу русских (создание сети острогов Кетского, Мелесского, Томского, далее Ачинского и Кузнецкого, а затем и Красноярского), именующиеся киргизами люди проживали в Южной Сибири (большей частью на территории современной Хакасии и севернее, на истоках реки Чулым), в так называемой Кыргызской землице (Минусинская котловина). Здесь они имели конфедерацию, союз воинствующих племён из четырёх княжеств — улусов, в составе:
- Алтырский улус
- Алтысарский улус
- Исарский (Езерский) улус
- Тубинский улус

Енисейские кыргызы, оставаясь последними и непримиримыми союзниками империи хана Кучума, до своего исхода к Иссык-Кулю пытались активно воевать против русских крепостей, инициируя (или, чаще всего, принуждая) включение в эту войну малых сибирских народов, в том числе были попытки союзнических отношений с джунгарами и восточными монголами и кыштымами.
Около ста лет кыргызы «беспокоили» русские города в Южной Сибири, которые, впрочем, готовились к противостоянию отнюдь не с остатками кыргызских ордынцев, а с влиянием Китайской империи, формируя фронтир против воинствующих и влиятельных джунгарских племён на территории современной Западной Монголии. Известно о безуспешных неоднократных попытках енисейских кыргызов в XVII веке уничтожить Томский острог в XVII веке и поход 1679 году кыргызского князя Иренека на Красноярский острог. Этот острог на Енисее, как передовой форпост томской линии острогов, был основан в 1628 году именно для защиты от набегов енисейских кыргызов и для противостояния джунгарам, пытавшимся взять под свой контроль земли севернее современной Тувы.
Енисейские кыргызы, не вступив в союз с Русским государством, отказавшись выплачивать дань джунгарским военачальникам, а также не найдя никакой поддержки от откровенно симпатизирующих русским сибирских татар, чулымцев и др., оказались в политической изоляции. Часть племени, численностью приблизительно 3 тыс. человек, — ушла в Джунгарию в 1703 году.

## Потомки

### Кыргызы
По поводу этногенетической и этноисторической преемственности енисейских кыргызов и современного народа кыргызов, обитающего в Кыргызстане, мнения учёных расходятся.
Имеется три основных версии этногенеза современных кыргызов:
- миграционная (южно-сибирская), по которой кыргызы являются потомками енисейских кыргызов, переселившихся в Семиречье;
- автохтонная (тянь-шаньская), по которой кыргызы являются коренными жителями Семиречья, воспринявшими древний этноним;
- смешанная, по которой этногенез кыргызов включал в себя различные этнические компоненты, включая енисейских кыргызов в незначительной степени.

Долгое время среди учёных пользовалась поддержкой миграционная концепция. В 1930—1940-е годы она стала отвергаться как недостаточно патриотичная под влиянием идеи, что родиной этноса должен являться район его настоящего обитания. Другие концепции вернулись в научное поле в середине XX века с исследованиями А. Н. Бернштама, критиковавшего крайнюю автохтонную концепцию. Смешанная концепция была выдвинута С. М. Абрамзоном, считавшим, что в прошлом этноним «кыргызы» имел скорее политическое, нежели этническое содержание.

### Фуюйские кыргызы
После разгрома Джунгарии Империей Цин в 1757—1758 гг. уцелевшие енисейские кыргызы были депортированы в Маньчжурию, в нынешний уезд Фуюй провинции Хэйлунцзян КНР. В настоящее время их называют фуюйскими кыргызами. Численность фуюйских кыргызов на 1997 г. составляла около 1200 человек.
Согласно сообщению Гандулы Салк и Мамбета Турду, первые научные сведения о фуюйских кыргызах были записаны в период японской оккупации территории Маньчжурии (1931—1945). В 1943 японская команда, состоящая из трёх человек: Тяньсунь (Tiansun) — медицинский доктор, Хэ Ханъин (He Hangying) и У Тяньхао (Wu Tianhao) от Далянской библиотеки, посетили Фуюй и Вуцзяцзы во время изучения монгольского населения на оккупированной территории. В течение июля 1944 года японский учёный Масато Сухара (яп. 栖原正人) посещал Вуцзяцзы с целью изучения фуюйских кыргызов. Он процитировал работу прежних исследователей и ввёл в научный оборот небольшое количество первичной информации относительно фуюйских кыргызов в своей статье «Поездка к кыргызам», переизданной в 1986 г.
В ряд самых ранних упоминаний о фуюйских кыргызах можно поставить донесения советских солдат кыргызской национальности в штаб Советской Армии, вступившей в 1945 г. в Хэйлунцзян, об обнаружении среди местного населения людей, называющих себя киргизами и говорящих на понятном им языке, о чём было впоследствии сообщено китайской стороне.
Неоценимый вклад в дело изучения фуюйских кыргызов был внесён китайским киргизоведом Ху Чженхуа, который, начиная с 1957 года, производит ряд полевых и теоретических исследований по истории, религиозной ситуации, семейно-бытовым традициям. Также им были тщательно проанализированы лексические, фонетические и морфологические особенности языка на основе им же собранного лингвистического материала.

### Хакасы
Поскольку сами енисейские кыргызы, несмотря на обилие публикаций, исследованы недостаточно, вопрос об их родственных связях с другими древними и особенно современными народами остаётся открытым. К гипотетическим потомкам енисейских кыргызов относят хакасов. Тем не менее, существуют другие данные. Так, известный специалист по истории Сибири С. В. Бахрушин, описывая «Кыргызскую землицу» на Енисее, в 1955 году писал: несмотря на название, кыргызы составляли лишь малую часть её населения. Более поздние исследования подтверждают, что под терминами «енисейские кыргызы» и «кыргызские земли» можно ошибочно подразумевать кыргызов, хотя на самом деле речь идёт о кыргызских кыштымах XVII века, сыгравших значительно большую роль в формировании хакасского этноса.

### Комментарии
1. ↑  Верблюд проходит около 50 км в день по хорошей дороге
2. ↑  Правящая фамилия Ли 李 происходила от тюрок по крайней мере с женской стороны.
3. ↑  Одно из монголоязычных племён Баргуджин-Токума или тюркоязычных племён, проживавших в Восточной Туве